# Morcar
Morcar, ou Morkere (em inglês antigo: Mōrcǣr; morto após 1087), era o filho de Alfgar, Conde de Mércia, e irmão de Eduíno. Foi conde de Nortúmbria entre 1065 e 1066, quando foi substituído pelo rei Guilherme, o Conquistador por Copsi.

## Disputa com a família Godwin
Em outubro de 1065 rebeldes da Nortúmbria o escolheram como conde em Iorque. Ele imediatamente satisfez a população do distrito da Bernícia ao fazer todo o governo do país além do rio Tyne para Osulfo, o filho mais velho de Eadulfo, conde de Bamburgo, a quem Sivardo tinha matado em 1041. Marchando para o sul com os rebeldes, Morcar recolheu às suas forças os homens de Nottingham, Derby, e Lincoln, os membros da antiga confederação dinamarquesa de burgos, e encontrou seu irmão Eduíno, conde de Mércia, que estava à frente de uma força de soldados mercianos e galeses, em Northampton. Lá, os irmãos e seu exército rebelde consideraram propostas de paz oferecidas a eles pelo conde Haroldo Godwinson. As negociações continuaram em Oxford, onde os nortúmbrios, insistindo no reconhecimento de Morcar, fizeram a rendição de Haroldo no dia 28, e a eleição do conde de Nortúmbria foi legalizada.

## Eventos de 1066
Com a morte de Eduardo, o Confessor, Morcar declaradamente apoiou Haroldo, mas as pessoas de seu condado estavam insatisfeitas, e o rei inglês visitou Iorque, a sede de seu governo, na primavera de 1066, e superaram o seu descontentamento por meios pacíficos. No verão, Morcar uniu-se com seu irmão Eduíno para repelir Tostigo, que estava devastando a costa de Mércia. Porém, quando Tostigo e seu aliado Haroldo Hardrada invadiram Nortúmbria em setembro, Morcar evidentemente não estava pronto para encontrá-los; e não foi até Iorque ser ameaçada que, em seguida, juntaram-se a Eduíno, saindo contra eles, com um grande exército. Os dois condes foram derrotados em Fulford Gate, perto de Iorque, em uma batalha feroz, em que, de acordo com uma autoridade nórdica, Morcar parece ter se destacado.
Iorque foi entregue, e Haroldo Godwinson teve que marchar às pressas para salvar o norte na batalha de Stamford Bridge. Grato por esta libertação, Morcar e seu irmão conteve as forças do norte juntando-se com Haroldo, na defesa do reino contra os normandos. Depois da batalha de Hastings, Morcar e seu irmão chegaram em Londres, enviaram sua irmã Edite, a viúva de Haroldo, de Chester, e exortaram os cidadãos a escolher um deles ao trono.
Eles concordaram com a eleição de Edgar, o Atelingo, mas decepcionados de sua esperança deixaram a cidade com suas forças e voltaram para o norte, acreditando que Guilherme II da Normandia não iria avançar tão longe. Em pouco tempo, no entanto, eles se encontraram com o duque normando, seja em Berkhamsted, ou mais provavelmente em Barking, depois de sua coroação. Guilherme aceitou sua apresentação, recebeu deles presentes e reféns, e eles foram reintegrados. O rei levou Morcar e seu irmão com ele para a Normandia em 1067, e após seu retorno os manteve em sua corte.

## Últimos anos e morte
Em 1068, eles se retiraram da corte, atingiram os seus condados, e se rebelaram contra Guilherme. Foram apoiados por um grande número tanto de ingleses e galeses; o clero, os monges e os pobres estavam fortemente do seu lado, e as mensagens foram enviadas a todas as partes do reino para provocar resistência. A atividade da Morcar pode talvez ser inferida a partir da parte proeminente tomada no movimento de Iorque. Parece provável, no entanto, que Edgar era nominalmente o chefe da rebelião, e que ele foi especialmente acolhido pelo distrito da Bernícia sob Gospatrico. Morcar e seu irmão não estavam dispostos a arriscar muito; eles avançaram com os seus homens para Warwick, e ali se apresentaram a Guilherme, foram perdoados, e novamente mantidos na corte, o rei os tratava favoravelmente. Em sua defecção, a rebelião não deu em nada. Em 1071, algum mal foi feito entre eles e o rei, e Guilherme, dizem, estava prestes a enviá-los à prisão, mas escaparam secretamente da corte.
Depois de perambular por um tempo, mantendo-se na parte selvagem do país, eles se separaram, e Morcar juntou-se aos insurgentes na Ilha de Ely, e permaneceu com eles até a entrega da ilha. É dito que entregou-se na garantia de que o rei iria perdoá-lo e recebê-lo como um amigo leal. Guilherme, no entanto, o comprometeu à custódia de Rogério de Beaumont, que o manteve estreitamente preso na Normandia.
Quando o rei estava em seu leito de morte em 1087, ordenou que Morcar deveria ser liberado, em comum com outras pessoas a quem havia mantido na prisão na Inglaterra e Normandia, com a condição de que eles fizessem um juramento para não perturbar a paz em qualquer terra. Não demorou muito para sair da prisão, por Guilherme, o Ruivo, que o levou para a Inglaterra, e, ao chegar em Winchester, o colocar na prisão. Nada mais se sabe sobre ele, e por isso é provável que morreu preso.

## Cultura popular
Foi retratado por Noel Johnson na série de duas partes da BBC Conquest (1966), parte da série Theatre 625, e por Simon Rouse no drama de televisão Blood Royal: William the Conqueror (1990). É um personagem significativo em Man With a Sword de Henry Treece, onde ele e Herevardo, o Vigilante são mostrados tornando-se aliados e amigos, apesar de alguns confrontos passados. É mencionado em Alice no País das Maravilhas quando o rato tenta secar-se e outros personagens recitam um exemplo seco da história inglesa.